# Tagli di Beeching

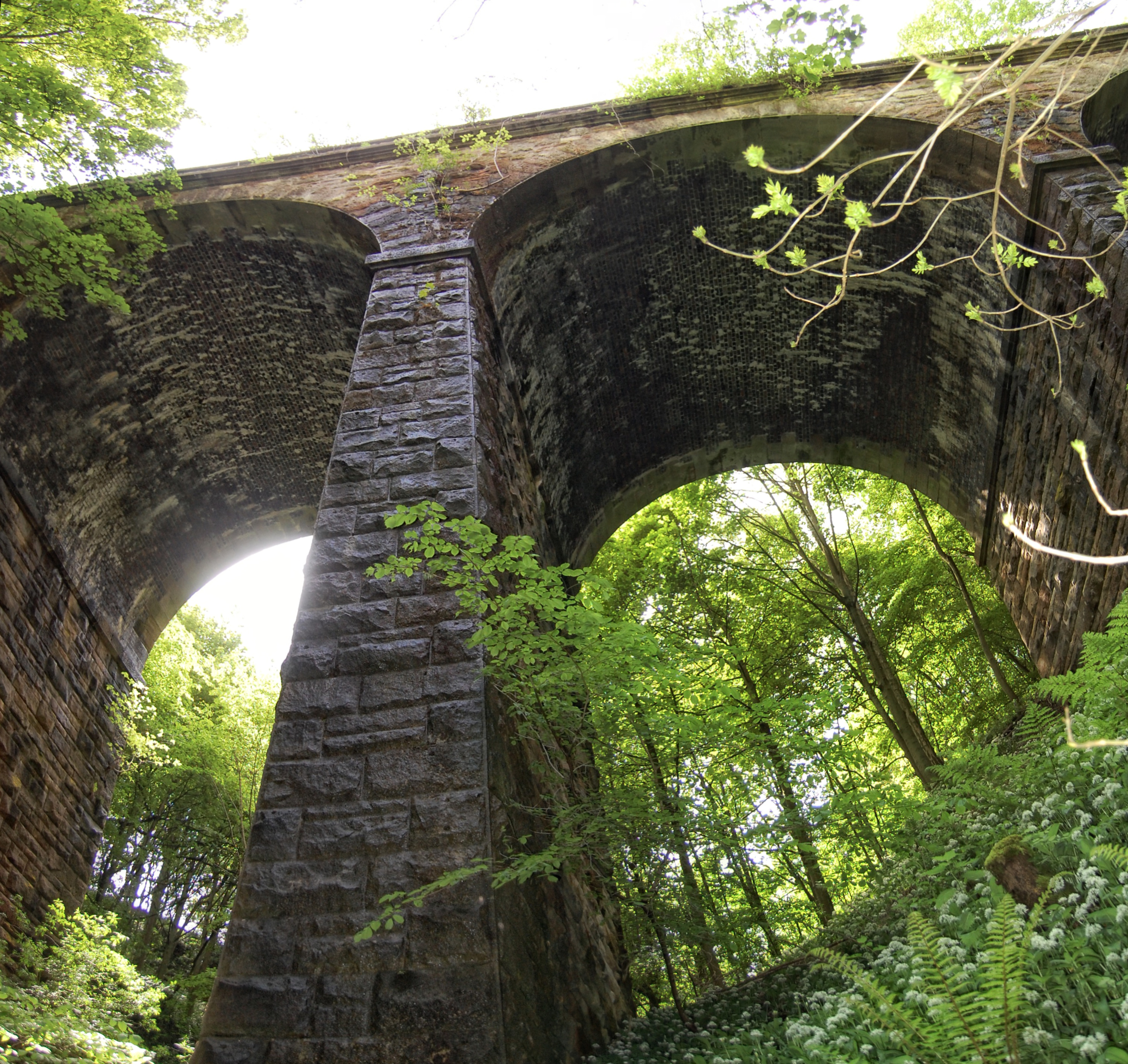
Il viadotto ferroviario abbandonato di Lobb Ghyll, costruito nel 1888 da Midland Railway, lungo la ferrovia Skipton-Ilkley, nello Yorkshire, e chiuso nel 1965

I tagli di Beeching (in inglese: Beeching cuts o Beeching Axe) erano un piano volto all'efficientamento del sistema ferroviario nazionalizzato del Regno Unito.
Il piano, redatto da Richard Beeching e pubblicato dal Consiglio della British Railways, era delineato in due relazioni: la prima, del 1963, era Il rimodellamento delle ferrovie britanniche mentre la seconda, del 1965, era Lo sviluppo dei principali corridoi ferroviari.
Il primo report identificava 2 363 stazioni e ottomila chilometri di linee ferroviarie da chiudere, ossia il 55% delle stazioni e oltre il 30% della lunghezza, con l'obiettivo di fermare le grosse perdite finanziarie causate durante un periodo di crescente competizione dal trasporto su gomma e di ridurre i sussidi ferroviari necessario per permettere alla rete di funzionare. Questa relazione, inoltre, includeva alcuni cambiamenti meno pubblicizzati, come il passaggio alla containerizzazione per i treni merci.

Il secondo report identificava un piccolo numero di linee principali sulle quali focalizzare gli investimenti.
Il piano ha provocato l'insorgere di proteste per salvare alcune stazioni e alcune linee ferroviarie; la maggior parte delle chiusure, comunque, è avvenuto come pianificato.
Il nome di Beeching è rimasto associato alla chiusura di massa delle ferrovie e la perdita di molti servizi locali nel periodo che è seguito.
Solo alcune delle linee sono state riaperte da allora: alcune piccole sezioni sono state preservate come ferrovie storiche, mentre altre sono state incorporate nella Rete ciclistica nazionale o trasformate in strade. Altre sono state completamente perse.

## Contesto
Dopo un periodo di crescita prodigiosa nel XIX secolo, noto col termine di Railway mania, la rete ferroviaria britannica ha conosciuto il suo apice con la fine della Belle Époque: all'epoca si estendeva su 37720 km. La rete aveva aperto grandi opportunità di viaggio per l'intero Paese, cosa che non era mai stata possibile prima. Tuttavia, nonostante l'antieconomicità di alcune linee ferroviarie, si andava a creare un conflitto d'interessi siccome diversi parlamentari avevano un coinvolgimento diretto con le aziende ferroviarie. Nel 1909, Winston Churchill, allora Ministro del commercio, ha sostenuto che le ferrovie del Paese non avrebbero avuto un futuro senza razionalizzazione e amalgamazione. Nel 1914, le ferrovie avevano problemi significativi, come la mancanza di materiale rotabile e troppi percorsi duplicati.
Dopo la grande guerra, le ferrovie hanno dovuto affrontare una crescente concorrenza da parte della rete stradale che, al 1921,  era aumentata a 8 milioni di tonnellate di merci annue. Circa 2100 km di linee ferroviarie per il traffico dei passeggeri sono state chiuse tra il 1923 e il 1939; queste chiusure includevano la ferrovia della Foresta di Charnwood, chiusa ai passeggeri nel 1931, e la ferrovia di Harborne presso Birmingham, chiusa al traffico passeggeri nel 1934. Alcune linee non erano mai state redditizie e la loro chiusura non ha ridotto il traffico ferroviario più di tanto. Le ferrovie sono state ampiamente utilizzate durante la seconda guerra mondiale ma alla fine della stessa si sono trovate in pessimo stato di manutenzione e sono state presto nazionalizzate come British Railways.
Il Branch Lines Committee della British Transport Commission è stato formato nel 1949 con il preciso mandato di chiudere le linee meno utilizzate. Ciò ha comportato la perdita (o la conversione in ferrovie per il trasporto di sole merci) di circa 5340 km di linee tra il 1948 e il 1962; le chiusure più significative sono state quelle della rete della ex Midland and Great Northern Joint Railway nel 1959. In opposizione a questi tagli, il periodo ha visto anche l'inizio l'inizio di un movimento di protesta guidato dalla Railway Development Association, il cui membro più famoso era il poeta John Betjeman: questa associazione ha continuato a essere una forza di opposizione significativa che resisteva alle proposte di Beeching.
La ripresa economica e la fine del razionamento della benzina hanno portato a una rapida crescita della proprietà e dell'uso delle automobili. Il chilometraggio sostenuto dai veicoli stradali è cresciuto a un tasso annuale del 10% tra il 1948 e il 1964. D'altro canto, il traffico ferroviario è rimasto costante durante gli anni cinquanta, anni in cui l'economia britannica si è deteriorata costantemente, con un aumento del costo del lavoro più rapido dell'aumento del reddito e il congelamento ripetuto delle tariffe e dei pedaggi ferroviari per le merci da parte del Governo per cercare di controllare l'inflazione. Nel 1955, la quota del mercato dei trasporti ferroviari era scesa dal 16% al 5%.
Il piano di modernizzazione del 1955 prevedeva una spesa di oltre 1 240 milioni di sterline: le locomotive a vapore sarebbero state sostituite con locomotive diesel ed elettriche, il livello del traffico sarebbe aumentato e il sistema sarebbe tornato a profitto nel 1962. Invece sono aumentate le perdite, da 68 milioni di sterline nel 1960, a 87 milioni nel 1961 e 104 milioni nel 1962. La BTC non poteva più pagare gli interessi sui suoi prestiti e quindi il Governo ha cominciato a optare per soluzioni radicali.
Nel 1961 le perdite ammontavano a 300000 £ al giorno: dalla nazionalizzazione nel 1948, 4800 km di linea erano state chiuse, il personale ferroviario era sceso del 26%, da 648 000 a 474 000 e il numero di carri ferroviari era sceso del 29% da 1 200 000 a 848 000.

## Le relazioni di Beeching

### Il rimodellamento delle ferrovie britanniche

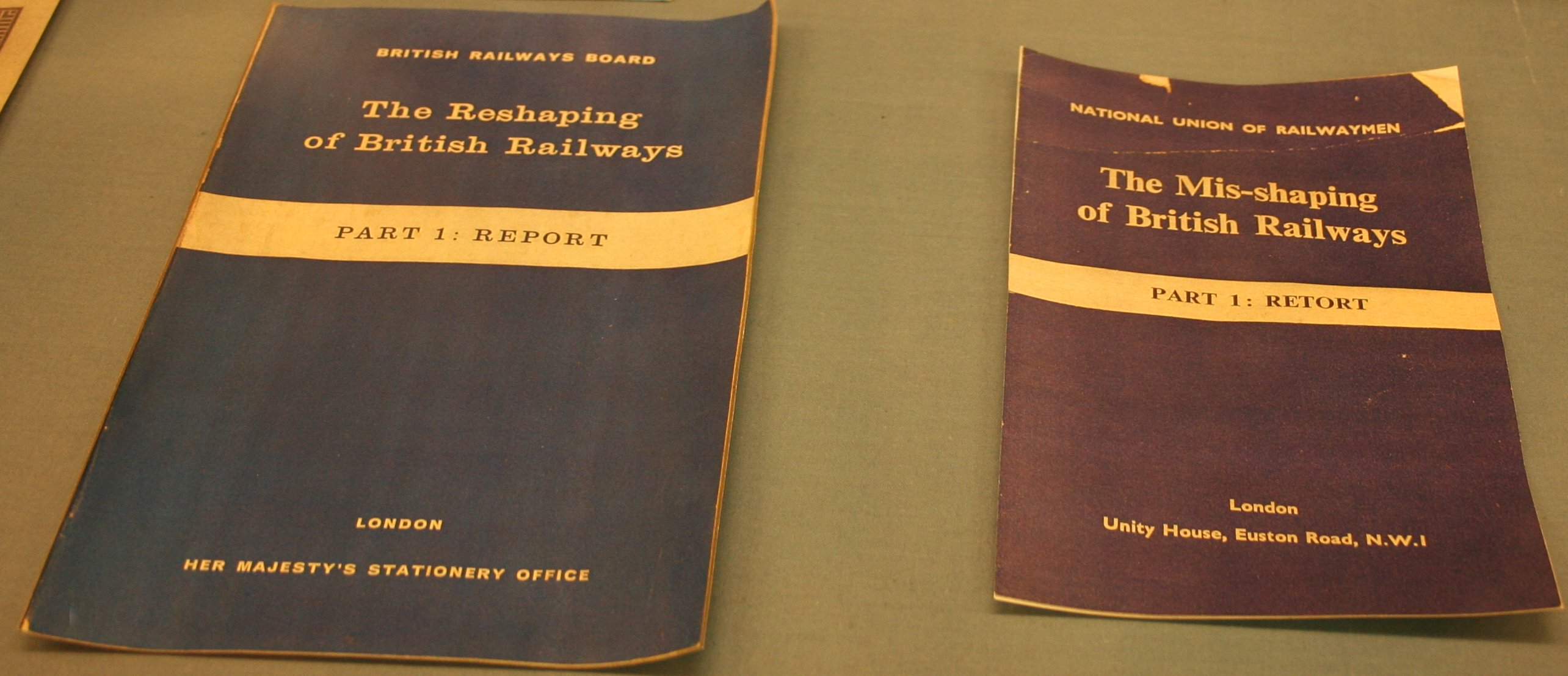
Una copia del rapporto Il rimodellamento delle ferrovie britanniche, mostrato accanto all'opuscolo di risposta del Sindacato nazionale dei ferrovieri

La relazione Il rimodellamento delle ferrovie britanniche (nota anche come Relazione Beeching I) è stata pubblicata il 27 marzo 1963.

#### Il problema
Il rapporto inizia citando i ragguagli forniti dall'allora Primo Ministro, Harold Macmillan, nel 1960: "In primo luogo, l'industria deve essere di certe dimensioni e seguire un modello adatto alle condizioni e alle prospettive moderne. In particolare, il sistema ferroviario deve essere modellato per soddisfare le esigenze attuali e il piano di modernizzazione deve essere adattato a questa nuova forma"; premette, inoltre, che le ferrovie dovrebbero essere gestite come un'impresa redditizia.
Da principio, Beeching ha studiato i flussi di traffico su tutte le linee per identificarne "le buone, le cattive e le indifferenti". La sua analisi ha mostrato che le 1 762 stazioni meno utilizzate avevano fruttato, ciascuna, meno di 2 500 sterline, che oltre la metà delle 4 300 stazioni aperte ai passeggeri nel 1960 avevano fruttato meno di £10 000, che il 50% delle stazioni meno utilizzate contribuivano solo al 2% delle entrate dei passeggeri, e che un terzo della rete ferroviaria trasportava solo l'1% dei passeggeri.
A titolo di esempio, ha osservato che la linea da Thetford a Swaffham trasportava cinque treni ogni giorno della settimana in ciascuna direzione, trasportando una media di nove passeggeri, con solo il 10% dei costi di gestione della linea coperti dalle tariffe; un altro esempio era la linea Crieff-Comrie aveva dieci treni al giorno e, in media, cinque passeggeri al giorno che coprivano solo il 25% dei costi.
Infine, è stato citato il servizio tra Hull e York, passante per Beverley: la linea copriva l'80% dei suoi costi operativi, ma Beeching ha calcolato che poteva essere chiusa perché c'era una rotta alternativa, ma meno diretta.

#### Le raccomandazioni
Dei 29000 km di ferrovia, Beeching ha raccomandato che venissero chiusi 9700 km di linee (per lo più rurali e industriali) e che alcune delle linee rimanenti fossero tenute aperte solo per il trasporto merci. Un totale di 2 363 stazioni sarebbero dovute essere chiuse, incluse 435 già minacciate, sia sulle linee che dovevano chiudere che su quelle che dovevano rimanere aperte.
Ha raccomandato, inoltre, che i servizi di trasporto merci fossero principalmente per i minerali e il carbone e che il sistema merci facesse uso di nuovi sistemi di movimentazione containerizzati, piuttosto che dei meno efficienti vagoni merci.

### Lo sviluppo dei principali corridoi ferroviari

Mappa della Gran Bretagna che mostra le linee principali identificate dalla relazione Beeching II, in grassetto

Il 16 febbraio 1965, Beeching ha annunciato la seconda fase della sua riorganizzazione delle ferrovie. Nel suo rapporto, Lo sviluppo dei principali corridoi ferroviari, ha illustrato le sue conclusioni secondo cui, dei 12 100 km di linee ferroviarie, solamente 4 800 sarebbero dovute essere selezionate per sviluppi futuri e per investimenti.
Questa politica avrebbe portato a un istradamento del traffico ferroviario su nove linee. Il traffico verso Coventry, Birmingham, Manchester, Liverpool e la Scozia sarebbe stato instradato sulla West Coast Main Line fino a Carlisle e Glasgow; il traffico verso nord-est sarebbe stato concentrato attraverso la East Coast Main Line, che sarebbe dovuta essere chiusa a nord di Newcastle upon Tyne; e il traffico verso il Galles e la West Country sarebbe stato concentrato sulla Great Western Main Line fino a Swansea e Plymouth.
Alla base delle proposte di Beeching vi era la sua convinzione che ci fossero troppe duplicazioni nella rete ferroviaria: "La vera scelta è tra un sistema eccessivo e sempre meno economico, con una corrispondente tendenza per le ferrovie nel loro complesso a cadere in discredito e decadenza, o lo sviluppo selettivo e l'utilizzo intensivo di un sistema di tratte più limitato": dei 12 100 km di linee, 6 000 comportavano una scelta tra due percorsi, 1 100 una scelta fra tre, e più di 1 100 una scelta tra quattro. In Scozia, sono state selezionate per lo sviluppo solo le rotte della Cintura centrale e la linea per Aberdeen, passante per il Fife e per Perth, mentre non ne è stata selezionata nessuna nel Galles, ad eccezione della Great Western Main Line, fino a Swansea.
Il periodo di aspettativa di Beeching dalla ICI è terminato all'inizio del giugno 1965, dopo il fallimento del tentativo di Harold Wilson di convincerlo a produrre un piano di trasporto. Rimane aperto il dibattito sul fatto se Beeching se ne sia andato di comune accordo con il Governo o se sia stato licenziato. Frank Cousins, il ministro laburista della Tecnologia, ha detto alla Camera dei Comuni nel novembre 1965 che Beeching fosse stato licenziato da Tom Fraser. Beeching ha negato ciò, sottolineando di essere tornato prima all'ICI, in quanto non avrebbe avuto abbastanza tempo per intraprendere uno studio approfondito sui trasporti prima della fine formale del suo periodo di aspettativa.

## Le chiusure

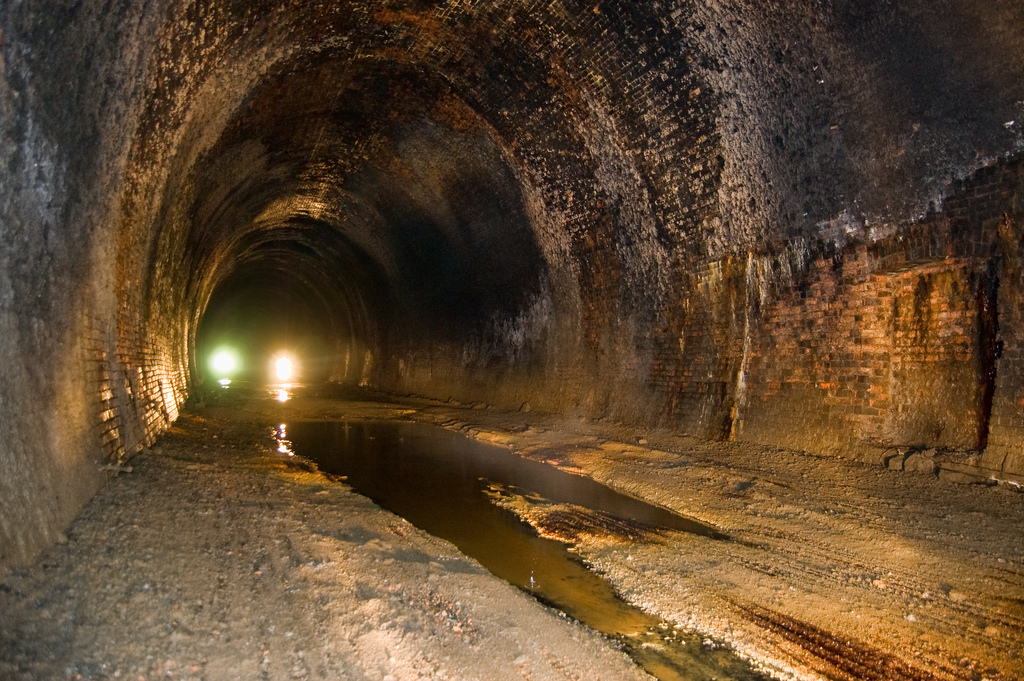
La galleria Prospect, lungo la ferrovia Harrogate-Church Fenton, una delle prime linee a esser chiusa

La prima relazione è stata accettata dal Governo, ma molte delle chiusure raccomandate hanno scatenato proteste da parte delle comunità che avrebbero perso il servizio ferroviario, molte delle quali (soprattutto le comunità rurali) non avevano altri mezzi di trasporto pubblico. Il governo sosteneva che molti servizi sarebbero potuti essere forniti in modo più efficace con degli autobus.
La chiusura delle linee, che venivano effettuate con una frequenza di circa 240-480 chilometri all'anno, tra il 1950 e il 1961, ha raggiunto il picco di 1 700 km, nel 1964, e si è fermata virtualmente all'inizio degli anni settanta. Una delle ultime grandi chiusure è stata la Waverley Route, lunga 158 km, tra Carlisle, Hawick ed Edimburgo nel 1969; la riapertura di una sezione, lunga circa 60 km, di questa linea è stata approvata nel 2006 e i servizi passeggeri sono ripresi nel settembre 2015.
Le località turistiche e costiere sono state gravemente colpite dalle chiusure. La relazione raccomandava la chiusura di quasi tutti i servizi lungo le coste del Devon settentrionale, della Cornovaglia e dell'Anglia orientale, fuorché da Norwich a Great Yarmouth. Si raccomandava inoltre la chiusura di tutti i servizi sull'isola di Wight, così come tutte le diramazioni nel Lake District. Una delle chiusure più significative è stata la Great Central Main Line da Londra Marylebone a Leicester e Sheffield.
Non tutte le raccomandazioni di chiusura sono state implementate. Tra queste linee:
- Le linee passanti per le Highlands scozzesi, come la ferrovia dell'Estremo nord, sono state tenute aperte, in parte a causa delle pressioni della pontente lobby delle Highlands;[senza fonte]
- La ferrovia del Cuore del Galles si diceva che fosse stata tenuta aperta perché attraversava molte circoscrizioni elettorali in bilico e nessuno osava perdere consensi;[senza fonte]
- La ferrovia della Valle del Tamar, tra il Devon e la Cornovaglia, è stata tenuta aperta perché le strade del luogo erano in cattive condizioni;
- La ferrovia Marshlink, tra Ashford e Hastings, è rimasta aperta a causa di problemi nell'istituzione di autobus sostitutivi;
- Tra le altre linee (o sezioni di linea) pianificate per la chiusura ma che, invece, sono sopravvissute vi sono le linee Settle-Carlisle, Ipswich–Lowestoft, della Valle di Hope (chiusa solo la diramazione per Woodhead e Bakewell), Manchester-Buxton[19], Ayr-Stranraer, Glasgow-Kilmarnock, Glasgow-Shotts-Edimburgo, Barrow-Whitehaven, Middlesbrough-Whitby, York-Harrogate, Leeds/Bradford-Ilkley, Nottingham-Lincoln, Boston-Skegness, Birkenhead–Wrexham, Liverpool-Southport (e altre linee locali del Merseyside), Bury-Manchester, Leicester-Peterborough e Ryde-Shanklin.

I rapporti di Beeching dovevano essere la prima fase della contrazione della rete ferroviaria. È per questa ragione che alcune linee di cui Beeching non aveva raccomandato la chiusura sono state successivamente chiuse, come la ferrovia di Woodhead, tra Manchester e Sheffield nel 1981, dopo che il traffico merci (principalmente carbone) da cui dipendeva è diminuito.
Molte linee sopravvissute sono state successivamente razionalizzate, rendendole a binario unico o consolidandone il segnalamento.
La maggior parte della ferrovia Oxford-Cambridge è stata chiusa nonostante la sua posizione strategica servisse Milton Keynes, la più grande new town della Gran Bretagna.
La contea di Kinross e il Fife in particolare, hanno subito numerose chiusure non incluse nel rapporto, compresa la linea principale da Edimburgo a Perth. King’s Lynn doveva rimanere al centro delle rotte verso Norwich, Hunstanton e Wisbech che son state chiuse.
Con poche eccezioni, dopo i primi anni settanta le proposte di chiudere altre linee sono state accolte con una forte opposizione pubblica e son state pertanto accantonate. Questa opposizione deriva probabilmente dall'esperienza pubblica delle numerose chiusure di linee durante i tagli della metà e della fine degli anni sessanta.

## Critiche

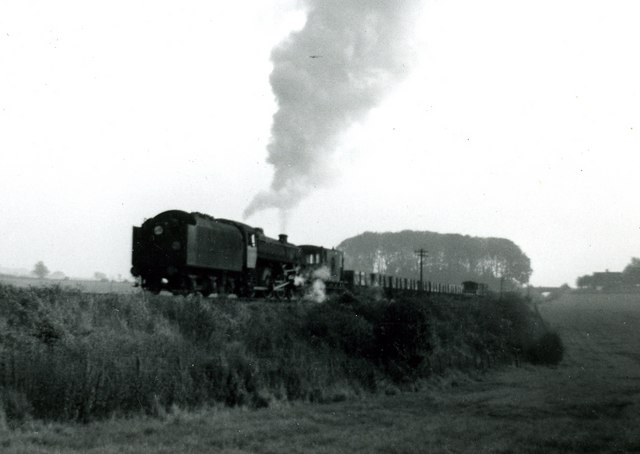
Demolizione di un treno durante lo smantellamento della ferrovia Salisbury-West Moors, nel 1965

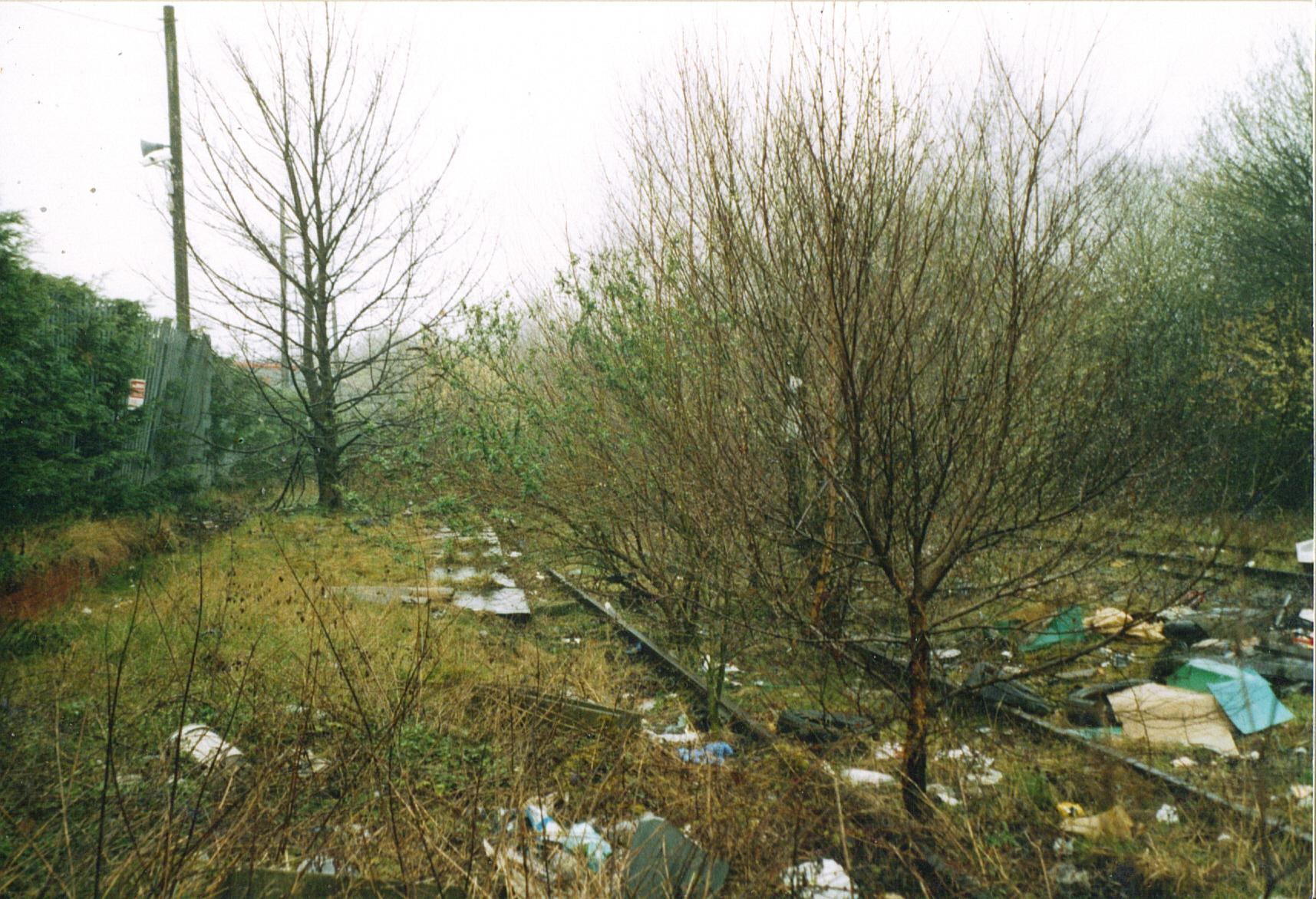
Sia la stazione di Wednesbury Town che la ferrovia del South Staffordshire chiuse con i tagli di Beeching, risultavano ancora abbandonate nel 2003.

### Cessione dei terreni e delle infrastrutture
Le relazioni di Beeching non contenevano raccomandazioni sulla gestione dei terreni dopo le chiusure.
La British Rail ha attuato una politica di cessione dei terreni eccedentari: molti ponti, molte tratte in trincea e molti tratti sopraelevati sono stati rimossi e il terreno è stato venduto affinché venisse edificato. I fabbricati passeggeri chiusi sulle linee rimanenti sono stati spesso demoliti o venduti per renderli abitazioni o per altri scopi.
La pressione immobiliare nel Regno Unito era tale che non è stata ritenuta opportuna la protezione dei vecchi fasci di binari, così com'era successo in altri Paesi (come il progetto US Rail Bank, che manteneva i terreni ferroviari per un possibile uso futuro).
Rimanevano in piedi molte strutture, come ponti su altre linee e canali di drenaggio, divenute inutili con la chiusura della ferrovia: spesso, nonostante non dessero alcun beneficio, era necessario effettuarvici la manutenzione, come parte dell'infrastruttura ferroviaria.
I critici di Beeching sostenevano che la mancanza di raccomandazioni sulla gestione dei terreni delle ferrovie chiuse dimostrasse la miopia della relazione.
D'altro canto, il mantenimento di una ferrovia su queste rotte avrebbe certamente aumentato i costi di manutenzione, senza la garanzia che i profitti sarebbero aumentati.
Poiché la domanda di trasporto ferroviario è cresciuta dagli anni '90, è stata criticata la mancata conservazione delle linee chiuse (come quella tra Bedford e Cambridge, che è stata chiusa nonostante Beeching ne raccomandasse il mantenimento).

### Accettazione di sussidi ferroviari
Nel 1968 le ferrovie restavano finanziariamente in rosso e l'approccio di Beeching sembrava essere fallito: si stimava che, chiudendo quasi un terzo della rete, Beeching aveva realizzato un risparmio di appena 30 milioni di sterline, su un deficit complessivo di oltre 100 milioni di sterline all'anno. Tuttavia, era impossibile calcolare con precisione i risparmi derivanti dalle chiusure. Il ministero dei Trasporti ha successivamente stimato che i costi di gestione delle ferrovie erano stati ridotti di oltre 100 milioni di sterline in seguito alla relazione Beeching, ma che gran parte di essi erano stati assorbiti dall'aumento dei salari. In alcuni casi, le grandi linee di trasporto merci erano alimentate dal carico di una moltitudine di linee secondarie, e l'abbandono di queste piccole linee ha fatto crollare le grandi linee; tuttavia, le conseguenze finanziarie di questo effetto indotto sono discutibili in quanto più del 90% del traffico ferroviario del 1960 passava attraverso linee ancora gestite dieci anni più tardi.
Comunque sia, verso la fine degli anni '60 è diventato evidente che l'ottimizzazione della rete non permetteva di far uscire le ferrovie britanniche dal deficit. Il ministro dei Trasporti, Barbara Castle, ha posto in linea di principio la necessità di sovvenzionare alcune linee ad alto valore sociale, a causa del loro ruolo nel superamento dell'isolamento della provincia. Questa disposizione è stata integrata nella legge sui trasporti del 1968 (articolo 39: il Tesoro accantona le sovvenzioni per un ciclo di tre anni). La sua influenza sulla dimensione della rete è discutibile: i criteri di mantenimento delle linee deficitarie restavano invariati, solo il bilancio contabile era influenzato (il loro contributo era in precedenza sommerso nel deficit delle ferrovie).

## Riaperture

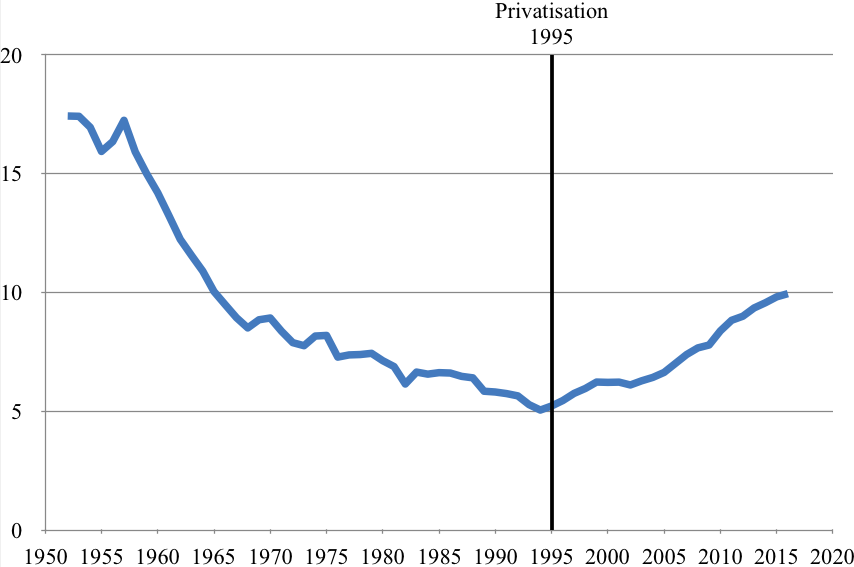
Share modale della ferrovia tra il 1952 e il 2015

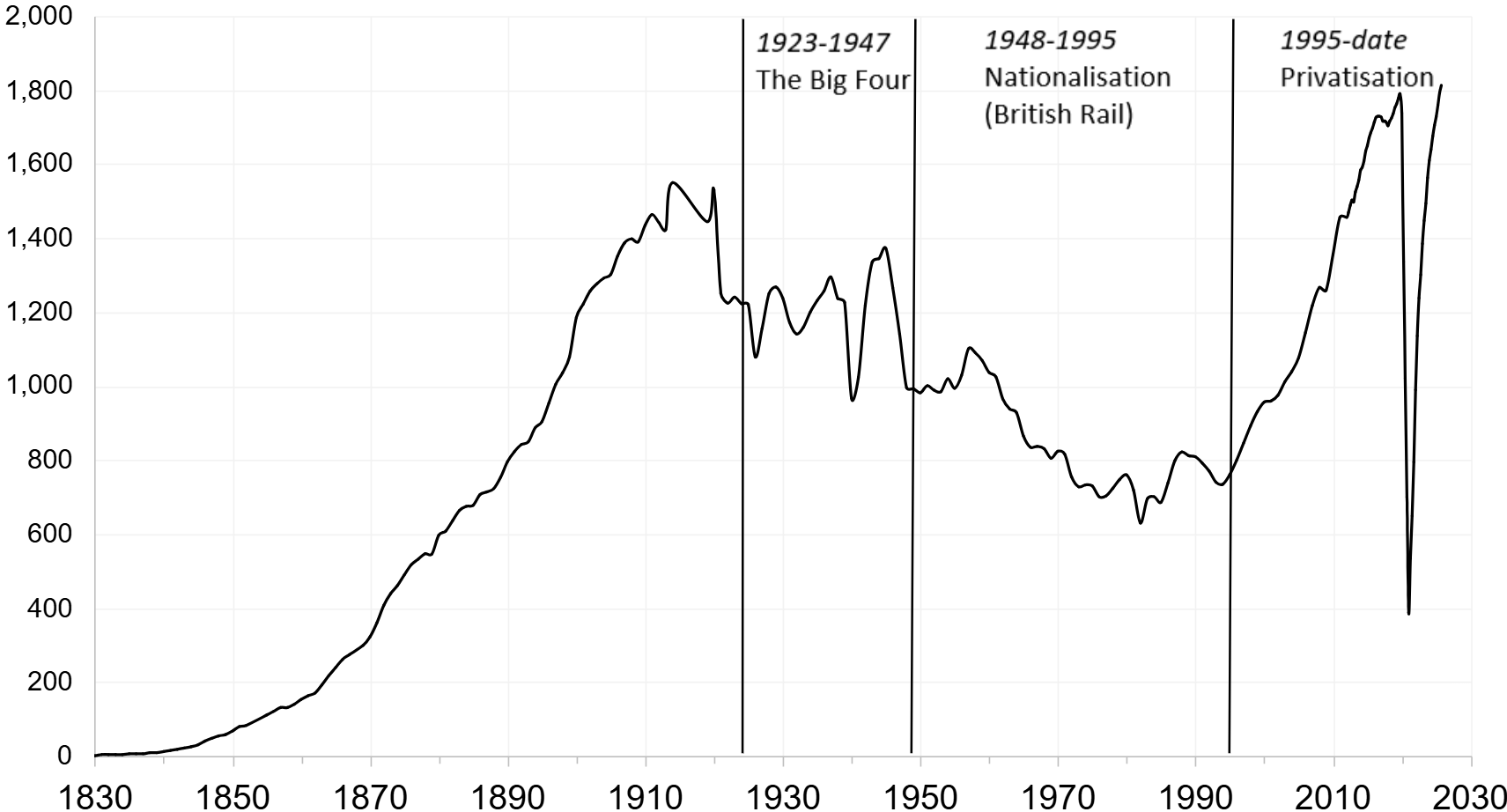
Passeggeri dei servizi ferroviari in Gran Bretagna, dal 1829 al 2023

Dopo i tagli di Beeching, i livelli di traffico stradale sono aumentati in modo significativo e, dalla privatizzazione della metà degli anni novanta, si sono registrati livelli record di passeggeri sulle ferrovie, a causa di un crescente numero di persone che si trasferivano fuori dalle grandi città che dovevano iniziare a fare i pendolari su distanze più lunghe (l'impatto di questo è contestato). Alcune chiusure sono state quindi invertite. Tuttavia, nonostante il considerevole aumento dei viaggi ferroviari dalla metà degli anni '90, la quota del trasporto ferroviario sul mercato totale del trasporto passeggeri rimane inferiore rispetto a quella dei primi anni sessanta, con il trasporto stradale che ha assunto una posizione dominante per la stragrande maggioranza: lo share modale della ferrovia era del 13% nel 1961, del 6% nel 1991 e 2001 e del 10% nel 2014.
Alcune stazioni chiuse con i tagli di Beeching sono state riaperte e i servizi passeggeri sono stati reintrodotti su alcune linee lungo le quali erano stati soppressi.

### Ferrovie storiche
Alcune delle linee chiuse con i tagli di Beeching, sono state riaperte come ferrovie turistiche private; alcune esempi sono la ferrovia dell'East Lancashire, la ferrovia Mid-Hants, la ferrovia delle North Yorkshire Moors, la ferrovia del North Norfolk e la ferrovia del West Somerset.

## Chiusure per anno

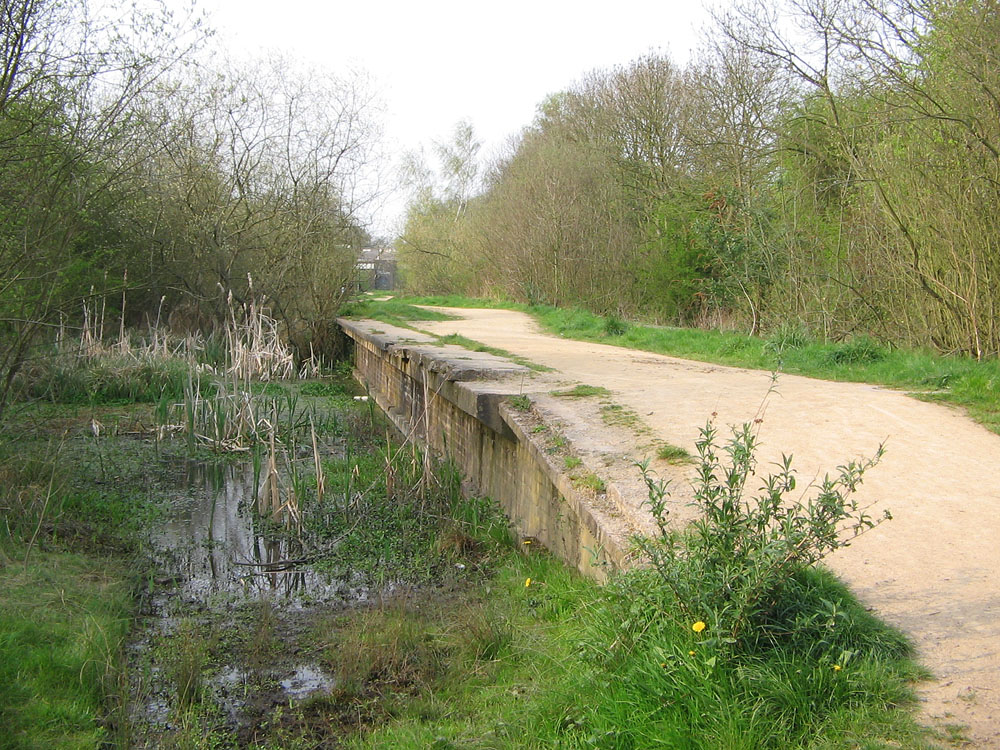
I resti della stazione di Rubgy Centrale sulla Great Central Railway

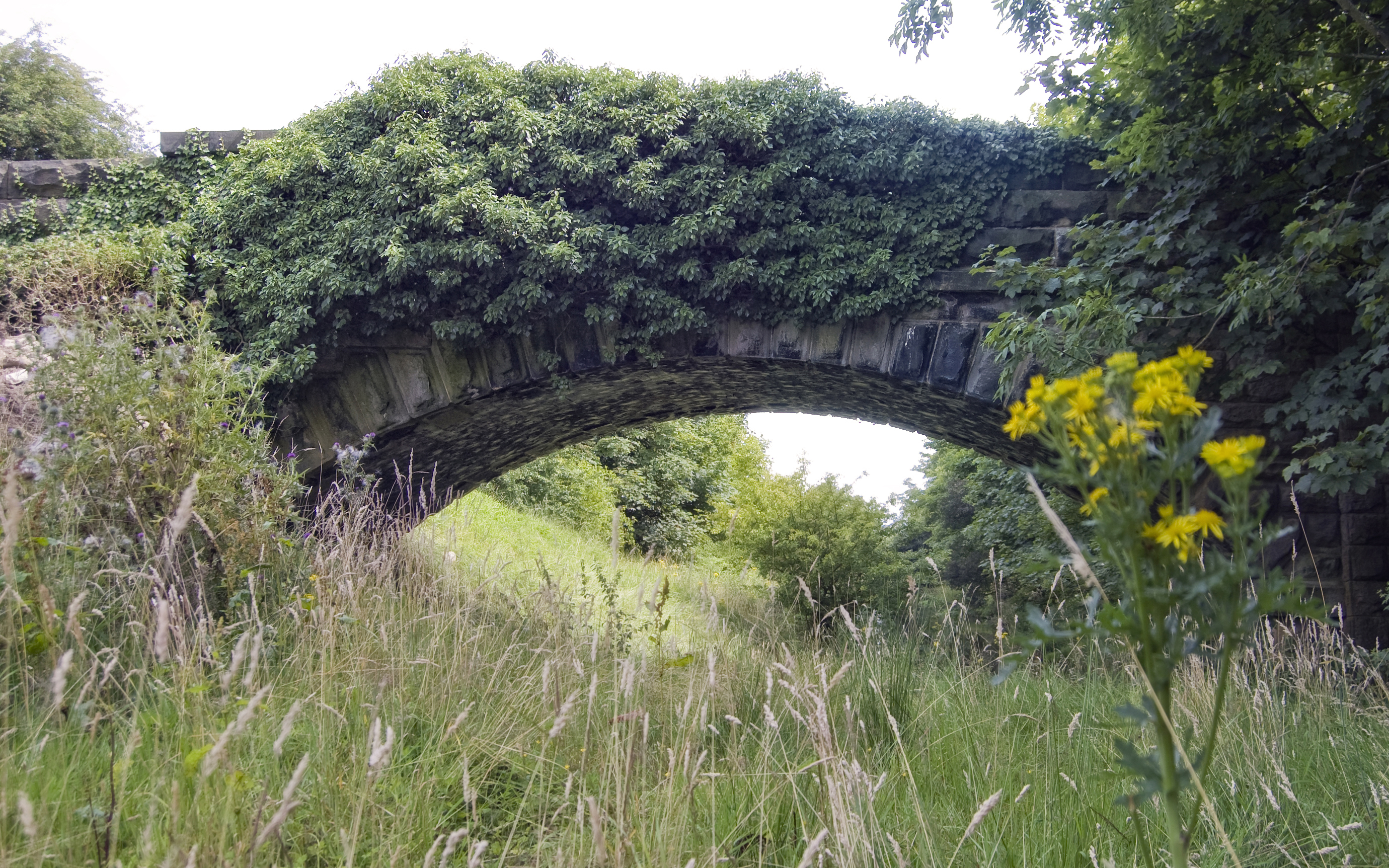
Un ponte in pietra abbandonato lungo la ferrovia Otley-Ilkley Joint, chiusa nel 1965

Nell'elenco di seguito, sono indicati i 7 000 chilometri di linee chiuse per anno:
| Anno                                   | Totale di linee chiuse |
| -------------------------------------- | ---------------------- |
| 1950                                   | 240 km                 |
| 1951                                   | 443 km                 |
| 1952                                   | 480 km                 |
| 1953                                   | 443 km                 |
| dal 1954 al 1957                       | 800 km                 |
| 1958                                   | 240 km                 |
| 1959                                   | 560 km                 |
| 1960                                   | 282 km                 |
| 1961                                   | 240 km                 |
| 1962                                   | 1 260 km               |
| Pubblicazione dei rapporti di Beeching |                        |
| 1963                                   | 521 km                 |
| 1964                                   | 1 703 km               |
| 1965                                   | 970 km                 |
| 1966                                   | 1 210 km               |
| 1967                                   | 480 km                 |
| 1968                                   | 640 km                 |
| 1969                                   | 400 km                 |
| 1970                                   | 443 km                 |
| 1971                                   | 37 km                  |
| 1972                                   | 80 km                  |
| 1973                                   | 56 km                  |

Dopo questo periodo, ulteriori tagli residuali di Beeching alla rete ferroviaria sono stati imposti: nel 1975 la linea Bridport-Maiden Newton, nel 1976 la Alston-Haltwhistle e nel 1983 la Woodside-Selsdon.